# Akimoto Matsuyo

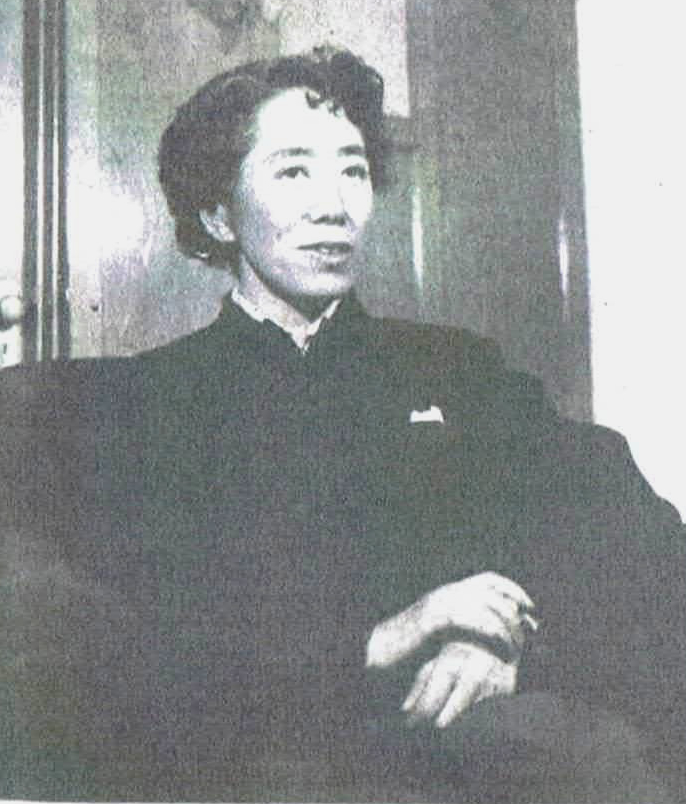
Akimoto Matsuyo

Akimoto Matsuyo (japanisch 秋元 松代; geboren 2. Januar 1911 in Yokohama (Präfektur Kanagawa); gestorben 24. April 2001 in Tokio) war eine japanische Bühnenschriftstellerin.

## Leben und Wirken
Akimoto Matsuyo schloss sich der Theater-Studiengruppe von Miyoshi Jūrō an und begann Stücke zu schreiben. Zunächst publizierte sie Einakter wie „Keijin“ (軽塵) – „Leicht verstaubt“ 1947, „Raifuku“ (礼服) – „Abendanzug“ 1949, „Konki“ (婚期) – „Heiratsalter“ 1952. Sie ging dann zu Mehraktern über und stellte das Leiden von Gruppen am Rande der Gesellschaft leben dar, so in „Monoiwanu onnatachi“ (ものいわぬ女たち) – etwa „Frauen, die die Probleme nicht aussprechen“ 1954 und „Muraoka Iheiji-den“ (村岡伊平治伝) –„Die Geschichte von Muraoka Iheiji“ 1960. 
Mit „Hitachibō Kaison“ (常陸坊海尊, 1964) und „Kasabuta Shikibu kō“ (かさぶた式部考, 1969) leistete Akimoto Pionierarbeit bei der Entwicklung des persönlich gefärbten Volksdramas. Dann hat sie „Kinu to iu michizure“ (きぬという道連れ) – „Wegbegleiterin namens Kinu“ 1974, „Shichinin Misaki“ (七人みさき) – etwa „Sieben Personen und ihre Schwierigkeiten“ 1975 usw. veröffentlicht, weiter Werke, die sich mit Lebensproblemen befassen, wie „Chikamatsu shinchū monogatari“ (近松心中物語) – „Liebestod bei Chikamatsu“ (1979) unter der Regie von Yukio Ninagawa und „Genroku Minato-uta“ (元禄港歌, 1980) und schuf so großes Theater. 
Es gibt von Akimoto auch viele Radio- und Fernseharbeiten. 
Akimoto wurde mehrfach mit Preisen geehrt, u. a. 1965 mit dem Tamura-Toshiko-Preis für „Hitachibō Kaison“, 1969 mit dem Mainichi-Kunstpreis für „Kasabuta Shikibu kō“ und 1975 mit dem Kinokuniya-Theater-Preis. Es folgte der Yomiuri-Literaturpreis im Fach Dramen/Drehbücher für „Shichinin misaki“. 1979 wurde sie mit der staatlichen Ehrenmedaille ausgezeichnet.
Akimoto, sie starb in Tokio, war die jüngere Schwester des Dichters Akimoto Fujio (秋元 不死男; 1901–1977).